# Supercopa de España femenina de baloncesto 2010
La Supercopa de España femenina de baloncesto 2010 o SuperCopa LF 2010 fue la 8ª edición desde su fundación. Se disputó en el Pabellón Fuente de San Luis de Valencia, Comunidad Valenciana, el día 8 de octubre de 2010, donde el equipo salmantino, el Perfumerías Avenida, hizo historia, rompiendo la hegemonía que mantenía su rival, y conquistando el título por primera vez en su historia.

## Equipos participantes
Los equipos participantes de acuerdo a los criterios de participación establecidos por la FEB fueron: 
| Equipo               | Clasificación                                        | Participación |
| -------------------- | ---------------------------------------------------- | ------------- |
| Ros Casares Valencia | Campeón de la Liga Femenina y de la Copa de la Reina | 7.ª           |
| Perfumerías Avenida  | Subcampeón de la Copa de la Reina                    | 5.ª           |

## Árbitros
Los árbitros elegidos para arbitrar la Supercopa fueron:
- Juan Manuel Uruñuela Uruñuela
- Francisco Javier Bravo Loroño

## Final
| 8 de octubre de 2010 | Ros Casares Valencia                                  | 72–76                                 | Perfumerías Avenida                                   | Valencia |  |
| 20:30                | Parciales: 17–16, 22–20, 12–17, 21–23                 | Parciales: 17–16, 22–20, 12–17, 21–23 | Parciales: 17–16, 22–20, 12–17, 21–23                 | |  |
|                      | Estadísticas Douglas 15 Brunson 11 Palau 5 Brunson 13 | Reporte Pts Reb Asts Val              | Estadísticas 17 Lyttle 9 Lyttle 4 Domínguez 19 Lyttle | Pabellón: Pabellón Fuente de San Luis Árbitros: Juan Manuel Uruñuela Uruñuela, Francisco Javier Bravo Loroño Televisión: |  |

### Plantillas
| #               | Jugadora         |
| --------------- | ---------------- |
| 4               | Jana Veselá      |
| 5               | Marta Fernández  |
| 6               | Taj McWilliams   |
| 7               | Cindy Lima       |
| 8               | Edwige Lawson    |
| 9               | Laia Palau       |
| 11              | Núria Martínez   |
| 12              | Rebekkah Brunson |
| 13              | Linda Fröhlich   |
| 15              | Kathryn Douglas  |
| Entrenador      |                  |
| Jordi Fernández |                  |

| Campeonas de la Supercopa de España femenina de baloncesto 2010 |
| --------------------------------------------------------------- |
| Perfumerías Avenida 1er título                                  |

| MVP:          |
| ------------- |
| Sancho Lyttle |

| #             | Jugadora         |
| ------------- | ---------------- |
| 4             | Anke de Mondt    |
| 5             | Belinda Snell    |
| 6             | Silvia Domínguez |
| 7             | Alba Torrens     |
| 8             | Isabel Sánchez   |
| 9             | Amaya Gastaminza |
| 10            | Marta Xargay     |
| 12            | Anna Montañana   |
| 14            | Érika de Souza   |
| 15            | Sancho Lyttle    |
| Entrenador    |                  |
| Lucas Mondelo |                  |